# کلیپپوس (دهانه)
کلیپپوس یک دهانه برخوردی در ماه‌ است.

## دهانه‌های اقماری
این دهانه ۷ دهانه اقماری دارد.
| Calippus | عرض جغرافیایی | طول جغرافیایی | قطر          |
| -------- | ------------- | ------------- | ------------ |
| A        | ۳۷.۰° N       | ۷.۹° E        | ۱۶.۰ کیلومتر |
| C        | ۳۹.۶° N       | ۹.۱° E        | ۴۰.۰ کیلومتر |
| B        | ۳۶.۰° N       | ۱۰.۰° E       | ۷.۰ کیلومتر  |
| E        | ۳۸.۹° N       | ۱۱.۹° E       | ۵.۰ کیلومتر  |
| D        | ۳۶.۳° N       | ۱۱.۳° E       | ۴.۰ کیلومتر  |
| G        | ۴۱.۳° N       | ۱۱.۵° E       | ۴.۰ کیلومتر  |
| F        | ۴۰.۵° N       | ۱۰.۰° E       | ۶.۰ کیلومتر  |